# Buccinina
Buccinina es un género de foraminífero bentónico de estatus incierto, aunque considerado un sinónimo posterior de Marginulina de la subfamilia Marginulininae, de la familia Vaginulinidae, de la superfamilia Nodosarioidea, del suborden Lagenina y del orden Lagenida. Su especie tipo era Buccinina subrecta. Su rango cronoestratigráfico abarcaba el Holoceno.

## Discusión
Algunas clasificaciones incluirían Buccinina en la Familia Marginulinidae.

## Clasificación
Buccinina incluía a la siguiente especie:
- Buccinina subrecta